# صواف
صواف إحدى مدن الجمهورية التونسية، تقع في ولاية زغوان.
مدينة **صواف** (أو **السواف**) هي إحدى المعتمديات (التقسيم الإداري) في ولاية زغوان التونسية، وليست مدينةً بالمعنى الحضري الكبير. تقع في الشمال الشرقي للولاية، وتُعتبر منطقة ريفية تُحيط بها تضاريس جبلية وتشتهر ببعض النشاط الزراعي.   **مصادر موثوقة لتأكيد المعلومة:**
1. **المعهد الوطني للإحصاء (تونس):**  
   - [قائمة معتمديات ولاية زغوان](https://www.ins.tn/) (يمكن البحث عن "صواف" ضمن تقسيمات الولاية).  
   - رابط مباشر لتقسيمات زغوان: [اضغط هنا](https://www.iso.org/obp/ui/#iso:code:3166:TN) (اختر ولاية زغوان من القائمة).
2. **موقع Geonames الجغرافي:**  
   - [معلومات عن معتمدية صواف](https://www.geonames.org/). (ابحث عن **Saouaf** أو **صواف**).
3. **مراجع حكومية تونسية:**  
   - بعض التقارير المحلية تُشير إلى صواف كمنطقة تابعة لزغوان، مثل [بوابة الحكومة التونسية](https://www.tunisie.gov.tn/). ملاحظة:  
الاسم قد يُكتَب أحيانًا **"السواف"** أو **"Saouaf"** حسب الترجمة الرسمية الفرنسية. يُنصح بالاعتماد على المصادر الرسمية المذكورة أعلاه لتوثيق المعلومة بدقة.